# Ina Césaire
Ina Césaire (Martinica, 13 de outubro de 1942 – 24 de junho de 2025) foi uma dramaturga e etnógrafa martiniquense. Em seu artigo de 1981 "Littérature orale et contes", "ela discute como os contos de histórias caribenhas são verdadeiros 'révélateur' desse espírito [caribenho] e afirma que o papel do conto popular caribenho é representar a cultura".
Ela é filha de Aimé Césaire. Sua mãe, Suzanne Césaire, foi uma escritora martiniquense cujo trabalho esteve ligado ao movimento francófono da negritude.

## Obras
- Mémoires d'Isles, Maman N. e Maman F. Paris: Editions Caribéennes, 1985.
- L'Enfant des Passages ou la Geste de Ti-Jean. Paris: Editions Caribéennes, 1987.
- Fechar La Maison (inéd.). criação 1991.
- Rosanie Soleil. Paris: Soc. Des Auteurs et Compositeurs Dramatiques, 1992. criação 1992.

### Em inglês
- "Island Memories". Tradução, Christiane Makward et J. Miller. Peças de mulheres francesas e francófonas. Ann Arbor: University of Michigan Press, 1994: 49–74.ISBN 978-0-472-08258-2
- "Fire's Daughters (Rosanie Soleil)". Tradução. Judith G. Miller: New French Language Plays: Ubu Repertory Theatre, 1993: 1-53.

### Romances
- Zonzon Tête Carrée. Mônaco: Ed. du Rocher, 1994 ISBN 978-2-268-01801-0; Mônaco: Alphée / Le Serpent à Plumes, 2004.

## Avaliações
- D. J. R. Bruckner (20 de outubro de 1993). «Theater in Review». The NEw York Times
- "Writing the Landscape of Memory: Ina Cesaire's Memoires d'Isles." , Journal of Caribbean Literatures, 22 de junho de 2009